# Echo Night: Beyond
Echo Night: Beyond, conocido en Japón como Nebula: Echo Night (エコー ナイト Nebyura Eko Naito) Es un videojuego de terror perteneciente al subgénero de horror de supervivencia y aventura para la consola PlayStation 2. Ha sido desarrollado por la empresa From Software que lo lanzó en Japón en 2004. Agetec publicó el juego en los Estados Unidos, con un lanzamiento europeo, por parte de Indie Games, que no ocurrió hasta agosto de 2005. Es el tercer juego de la serie Echo Night. 
El juego cuenta una historia de fantasmas de ciencia ficción, ambientada en un futuro no muy lejano. Los jugadores toman el papel de un recién casado, fuera para una luna de miel en la luna. La embarcación se estrella antes de llegar a su destino vacacional lunar, sin embargo, la separación de la pareja de recién casados y dejando el héroe solo en una base de investigación abandonado. Los jugadores exploran la estación desde una perspectiva en primera persona, en el interior de un traje espacial. Además de las muchas anomalías espirituales que rondan la estación olvidada, extraña iluminación lunar y la ingravidez relativa añadir a la atmósfera de los entornos del juego. 

## Jugabilidad
Echo Night: Beyond se juega desde una perspectiva en primera persona, pero a diferencia de la mayoría de los otros juegos en primera persona, no hay uso de armas de fuego en el juego. Cuando se enfrenta a un fantasma el jugador debe correr antes de alcances de la frecuencia cardíaca del carácter del jugador un nivel crítico, de lo contrario va a morir de un ataque al corazón. No hay medios de defensa directa contra los fantasmas, deben ser evitados. Traje espacial del reproductor está equipado con una linterna, pero debe mantenerse cargado por baterías. Los fantasmas pueden ser derrotados sólo en la limpieza de la niebla que habitan, esto se hace mediante el uso de un panel de control para activar el sistema de ventilación. Para purificar las almas de los muertos, artículos personales importantes para ellos en la vida debe ser encontrado y llevado a ellos. La única excepción a esto es el fantasma sacerdote, que saldrá de vez en cuando. Cuando los fantasmas deben ser evitados, pueden ser vistos a través de la utilización de monitores de seguridad, que se colocan a lo largo de la estación. 

## Argumento
La historia del juego se refiere a Richard Osmond, que está volando en una nave espacial a una base lunar con su novia, Claudia, quien se casará al llegar. Una fuerza sobrenatural hace que el servicio de transporte se bloquee durante el aterrizaje, matando a muchos y liberar sus espíritus fantasmales en la base. Richard despierta y decide que Claudia sigue vivo. El juego se centra en la búsqueda de ella, y al mismo tiempo poner a descansar las almas inquietas que deambulan por la base. 
Poco después de llegar a la base, Richard se encuentra con un hombre extraño a quien parece conocerlo. Él sigue al hombre de vuelta a su habitación, que está pintado para parecerse a un campo. Cada vez que Richard libera un espíritu, la imagen del espíritu está pintado en las paredes. El hombre revela que él es un androide que disfruta de la pintura. También conoce a Claudia, diciendo que ella es experta en ingeniería. 
Richard continúa explorando la base, liberando a varios espíritus. Él libera a los empleados, pasajeros y un equipo de astronautas. Al ver varias grabaciones, Richard se entera del jefe de la institución, a quien descubrió un mineral raro, una piedra roja. A pesar de que inicialmente quería el mío él por su alta producción de oxígeno, más tarde se descubre que concede deseos a los costos de vida. Él lo utilizó en su íntimo amigo, Kenneth, y deseó que la instalación tendría éxito. Cuando el oxígeno se está recogiendo desde el mineral, la niebla se escapó y se llena la base, causando dolor a las almas. Richard también descubre que el jefe tenía una relación con Claudia. 
Casi al final de su viaje, el androide revela que él es Kenneth, y que su imagen se terminaría pronto. Tras liberar a todas las almas, Kenneth dice a Richard que la piedra fue lo que empezó todo y es lo que se enfrentará a al final. Él le pregunta a Richard que volver a su habitación una última vez, y dijo que su cuadro está hecho. Si el jugador vuelve a la sala, Richard descubre que Kenneth se ha convertido en parte de su pintura. Una tarjeta de acceso en el escritorio tiene un ascensor hasta el nivel B2. Allí, Richard encuentra un cadáver momificado, que es el jefe de la instalación. Él encuentra un anillo y una carta en la mesa junto a él, diciendo que él estaba enamorado de Claudia. 
Richard procede al observatorio, donde se encuentra el fantasma de Claudia. Ella usó la piedra roja de matar a sí misma y deseaba que ella iba a ver a Richard. Ella entonces ofrece Richard la piedra. Dependiendo de las decisiones tomadas, el final será diferente. 
-Si Richard no obtuvo la carta de la sala B2 y acepta la piedra, Claudia dice "él" murió, pero no se arrepiente. Ella se desvanece en un destello brillante. Richard se ve detrás de la estatua que estaba delante y encuentra su cadáver. Richard mira al techo y tiene la piedra roja arriba. Luego clava la punta de la piedra en sí mismo y cae al suelo, contemplando el cadáver de Claudia antes de la pantalla se funde negro. 
-Si Richard no obtuvo la carta de la sala B2 y no acepta la piedra, Claudia dice que ellos tienen los mismos pensamientos y estaba feliz de que ella lo sabía. Ella le agradece mientras se desvanece en un destello brillante. Richard encuentra su cuerpo detrás de la estatua y lo lleva al hub principal. Allí, él lo deja y se queda mirando a la Tierra a través de la claraboya. 
-Si Richard hizo obtener la carta de la sala B2, se lo da a Claudia, que revela que el jefe era en realidad el verdadero Richard Osmond y que el jugador es un androide creado por ella. Si el jugador acepta la piedra Claudia dice que él veía como el verdadero Richard y dijo que deseaba que él era el verdadero Richard antes de desaparecer. Richard encuentra su cadáver detrás de la estatua. Él mira al techo y sostiene la piedra antes de la pantalla se funde negro. Su destino es desconocido. 
-Si Richard obtuvo la carta de la sala B2 y se niega la piedra, Claudia dice que ella puede regresar a la tierra con Richard en su interior y agradece al jugador, diciendo que ella lo amaba también. Ella se desvanece, con Richard descubrir su cadáver detrás de la estatua. El juego entonces cambia a una escena que muestra Richard lleva a su cuerpo en una cámara funeraria. Se hace una breve pausa para mirar el retrato de sí mismo en la pared. Es después de ese momento que se puede ver la cara de la Richard Android dentro de su casco. Coloca Claudia en un ataúd en la parte delantera de la cámara y coloca un anillo en su dedo (no se sabe si este es el anillo que él poseía en el principio del juego o el de la sala B2). El ataúd es entonces arremetió hacia el espacio, donde la reflexión de la Tierra se ve en él. Richard devuelve al cubo y mira a la Tierra a través de la claraboya antes de la pantalla se funde negro.

## Recepción
El juego recibió críticas "mixtas" según el sitio web de reseñas Metacritic. En Japón, Famitsu le dio una puntuación de tres sietes y uno seis para un total de 27 de 40.